# Sergiusz (Fomin)
Sergiusz, imię świeckie Witalij Pawłowicz Fomin (ur. 24 sierpnia 1949 w Krasnozawodsku) – biskup Rosyjskiego Kościoła Prawosławnego.

## Życiorys
Urodził się w rodzinie robotniczej. W 1970 ukończył seminarium duchowne w Moskwie, zaś cztery lata później Moskiewską Akademię Duchowną. Wcześniej, w 1974, złożył śluby zakonne, zaś w tym samym roku został kolejno hierodiakonem i hieromnichem. W 1978 otrzymał godność ihumena, zaś trzy lata później – archimandryty. Mieszkał w ławrze Troicko-Siergijewskiej.
30 stycznia 1983 miała miejsce jego chirotonia na biskupa sołniecznogorskiego, wikariusza eparchii moskiewskiej. 26 grudnia 1984 mianowany przedstawicielem Rosyjskiego Kościoła Prawosławnego przy Światowej Radzie Kościołów. Od 1988 arcybiskup. 31 stycznia 1991 stanął na czele nowo utworzonego wydziału dobroczynności i działalności społecznej Cerkwi Rosyjskiej. W latach 1996–2003 był członkiem Świętego Synodu Kościoła jako kanclerz Patriarchatu Moskiewskiego, nadal pozostając przewodniczącym wydziału działalności społecznej, którą to funkcję spełniał do marca 2010. W 1999 podniesiony do godności metropolity.
Od 7 maja 2003 był metropolitą woroneskim i borysoglebskim (w 2013, w związku z powstaniem nowych eparchii, tytuł metropolity zmieniono na woroneski i liskowski).
Publicznie poparł inwazję Rosji na Ukrainę w 2022 r.
W 2024 r. w związku z ukończeniem 75 lat został przeniesiony w stan spoczynku, ze wskazaniem Moskwy jako miejsca pobytu. 